# Horusgierzwaluw
De horusgierzwaluw (Apus horus) is een vogel uit de familie van de gierzwaluwen (Apodidae).

## Verspreiding en leefgebied
De soort telt 2 ondersoorten:
- A. h. horus: van Nigeria en Kameroen tot Ethiopië via oostelijk Congo-Kinshasa en Zambia tot Zuid-Afrika.
- A. h. fuscobrunneus: zuidwestelijk Angola.